# Running Wild
Running Wild es una banda alemana de heavy/power/speed metal formada en 1976 en Hamburgo, por Rolf Kasparek junto a Uwe Bendig, Michael Hoffmann y Jörg Schwarz bajo el nombre de Granite Heart. No es hasta 1977 cuando se incorpora Wolfgang Hagemann a la batería y Matthias Kaufmann al bajo cuando se consolidan con el nombre de Running Wild. El grupo ha experimentado gran número de cambios en su formación, siendo el cantante y guitarrista "Rock'n'Rolf" Kasparek el único miembro que ha permanecido desde sus inicios, y el principal compositor. Running Wild es considerado una de las bandas alemanas pioneras del estilo euro-speed/power metal (junto a Helloween, Grave Digger y Rage) de los ochenta y uno de los referentes de la escena heavy metal de Hamburgo junto con Helloween, Gamma Ray, Metalium y Iron Savior. Además de ser la primera banda de metal en incorporar temática pirata en su música, lo cual influiría en bandas como Alestorm y Swashbuckle para el denominado metal pirata.

## Historia

### Primeros álbumes
En 1984 aparece el EP Victim of States Power, y el primer álbum, Gates To Purgatory, seguidos de Branded and Exiled en 1985, primer disco con el guitarrista Majk Moti, por aquella época las temáticas del grupo fluctuaban entre lo épico y lo pseudo-satánico, lo que no les diferenciaba de tantos otros conjuntos de heavy metal. En 1987 la banda lanzó Under Jolly Roger, que iba a ser uno sus álbumes clave, ya que si bien era musicalmente similar a los dos primeros discos, la temática de la banda comenzó a centrarse en historias clásicas de piratería, de entre los siglos XVI-XVIII, comenzando con la canción homónima, que hace mención a la famosa bandera pirata representada con una calavera y dos huesos cruzados (Jolly Roger). Este disco marcaría el vuelco definitivo de Running Wild hacia estas temáticas histórico-épicas, con hincapié en los relatos de filibusteros, lo cual vendría a ser el sello estilístico del grupo.

### Época clásica
En los siguientes años, de 1988 a 1992, los discos Port Royal, Death or Glory, Blazon Stone y Pile of Skulls señalarían la época clásica del grupo, consagrándolo en el mundillo del heavy metal europeo, gracias a su combinación de canciones de base histórica y sonido Power/Speed metal épico. Además de las canciones de piratas, donde se retrata a personajes de la edad de oro de la piratería, como Calico Jack, William Kidd, Klaus Störtebeker o el poco conocido Henry Jennings, la banda también abarcó temas históricos de diversa índole, como la Guerra de las Dos Rosas, la batalla de Waterloo, la batalla de Little Big Horn o la colonización del Nuevo Mundo por los conquistadores .
A partir del álbum Black Hand Inn (1994), narrativas históricas simples dieron paso a cada vez más complejos arreglos de historias interrelacionadas, junto a temas esotéricos que pasaron a primer plano, por ejemplo "Genesis (The Making and the Fall of Man)" de Black Hand Inn, tema de más de 15 minutos de duración. Los cambios de formación se hicieron cada vez más frecuentes, y esto condujo gradualmente a Running Wild a convertirse en un proyecto personal de Rolf Kasparek como único miembro fijo, más eventuales colaboradores.

### Años siguientes y nuevo milenio
En 1995 Running Wild lanzó Masquerade, el primer disco de una ambiciosa trilogía que se completa con The Rivalry (1998) y Victory (2000). Estos tres álbumes tratan de la lucha del bien contra el mal: Masquerade trata sobre el desenmascaramiento del mal, The Rivalry se ocupa de la lucha entre el bien y el mal, y Victory narra el triunfo del bien sobre el mal. Esta trilogía marcó el fin de la cooperación con el baterista Jörg Michael, quien fuera parte también de la banda finlandesa Stratovarius, entre otras.
The Brotherhood fue lanzado en 2002, y a pesar de contar con una tibia recepción, ha sido uno de los álbumes más exitosos de la banda. Le siguió Rogues en Vogue, de 2005, trabajo más variado que su predecesor, el cual fue compuesto y grabado por Rolf Kasparek en su "Jolly Roger Studio", y marcó el fin de la cooperación entre Gun Records y Running Wild.
Un concierto despedida tuvo lugar en el marco del festival Wacken Open Air, el 30 de julio de 2009, después de lo cual la banda se tomó un descanso bien merecido, no obstante Running Wild regresó en 2012 con Shadowmaker, siempre de la mano de Kasparek, siendo un álbum de regreso bastante flojo, seguido de su decimoquinto disco de estudio Resilient (2013), lanzado bajo el sello alemán SPV Records. En el 2016 lanzaron su decimosexto disco de estudio y en el 2021 su decimoséptimo. 

## Discografía

#### En estudio
- Gates to Purgatory (1984)
- Branded and Exiled (1985)
- Under Jolly Roger (1987)
- Port Royal (1988)
- Death or Glory (1989)
- Blazon Stone (1991)
- Pile of Skulls (1992)
- Black Hand Inn (1994)
- Masquerade (1995)
- The Rivalry (1998)
- Victory (2000)
- The Brotherhood (2002)
- Rogues en Vogue (2005)
- Shadowmaker (2012)
- Resilient (2013)
- Rapid Foray (2016)
- Blood On Blood (2021)

#### En directo
- Ready for Boarding (1988)
- Death Or Glory Tour - Live (1989)
- Live (2002)
- The Final Jolly Roger (2011)

#### Compilation albums
- The First Years of Piracy (1991)
- The Story of Jolly Roger (1998)
- The Legendary Tales (2002)
- 20 Years in History (2003)
- Best of Adrian (2006)
- Riding The Storm: Very Best Of The Noise Years 1983-1995(2016)
- Pieces Of Eight (2018)

#### Singles and EPs
- «Victim of States Power» (1984)
- «Bad to the Bone» (1989)
- «Wild Animal» (1990)
- «Little Big Horn» (1991)
- «Lead or Gold» (1992)
- «The Privateer» (1994)
- «Revolution» (2000)
- «Crossing The Blades» (2019)

#### Tributos
- The Revivalry - A Tribute to Running Wild (2005)
- Rough Diamonds - A Tribute to Running Wild (2005)
- ReUnation - A Tribute to Running Wild (2009)